# Jean-François Parigi
Jean-François Parigi (nascido em 25 de janeiro de 1960) é um político francês dos Republicanos, que serve como membro da Assembleia Nacional pelo 6º círculo eleitoral de Seine-et-Marne desde 2017.